# Prometheus (måne)
Prometheus (av grekiskans Προμηθέας) är en av Saturnus månar och är även känd under namnen Saturnus XVI och S/1980 S 27. Den upptäcktes av S Collins med flera 1980 med hjälp av fotografier från Voyager.
Det är Prometheus som är F-ringens herdesatellit, vilket innebär att den håller ringen på plats med sin tyngdkraft. På bilder från rymdsonden Cassini kan man även se hur månen stjäl material från F-ringen.

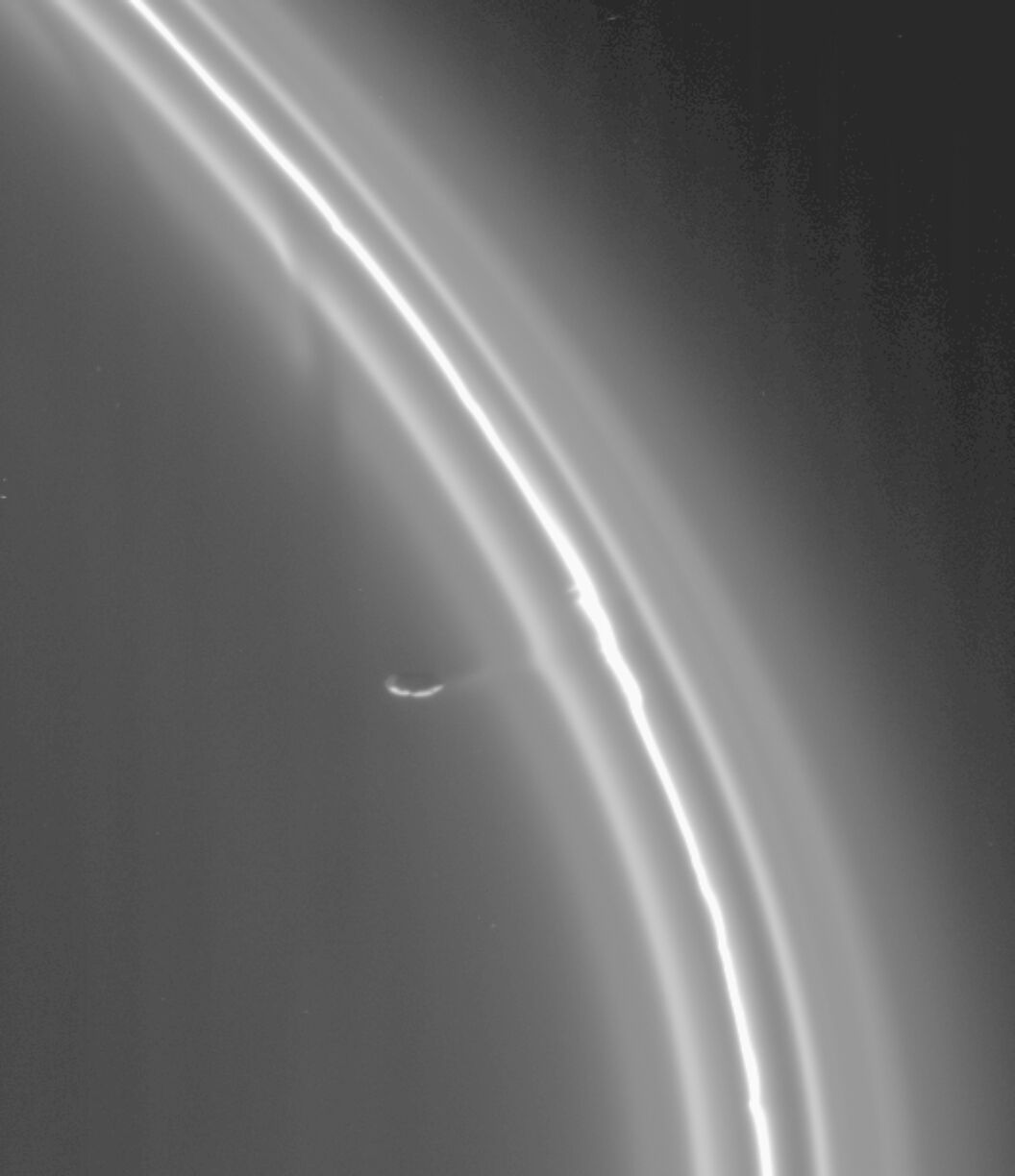
Närbild på hur Prometheus med sin gravitation påverkar F-ringen.

Prometheus har ett antal av bergskammar och dalar och ett flertal kratrar med en diameter på cirka 20 kilometer, men den verkar vara mindre bekratrad än sina grannsatelliter Pandora, Janus och Epimetheus. 
På grund av deras mycket låga densiteter och relativt höga ljusstyrkor verkar det troligt att Prometheus, Pandora, Janus och Epimetheus är mycket porösa och isiga. (Notera att det finns en stor osäkerhet i dessa värden.) 
Det finns även en asteroid med namnet 1809 Prometheus.